# Andrzej Zgliczyński
Andrzej Zgliczyński (ur. 21 października 1922 w Płocku, zm. 22 kwietnia 1994 w Falenicy) – polski inżynier, konstruktor i stylista samochodowy.
Andrzej Zgliczyński był twórcą pierwszych nadwozi samonośnych samochodów osobowych oraz pierwszego nadwozia typu hatchback rodzimej konstrukcji.

## Życiorys
Przed II wojną światową był uczniem gimnazjum męskiego im. Tadeusza Reytana i planował zostać architektem. Z motoryzacją zetknął się podczas okupacji niemieckiej, w konspiracji. Był żołnierzem 7. Pułku Piechoty Legionów „Garłuch” Armii Krajowej, ps. „Klec”. W powstaniu warszawskim walczył jednak w Grupie „Kampinos” AK. Po wojnie krótko utrzymywał się z pracy w charakterze kierowcy w Orbisie, jednak po wznowieniu działalności Szkoły Wawelberga podjął studia na jej oddziale samochodowym. W 1949 roku uzyskał dyplom inżyniera u prof. Stanisława Panczakiewicza w specjalności konstrukcji nadwozi.

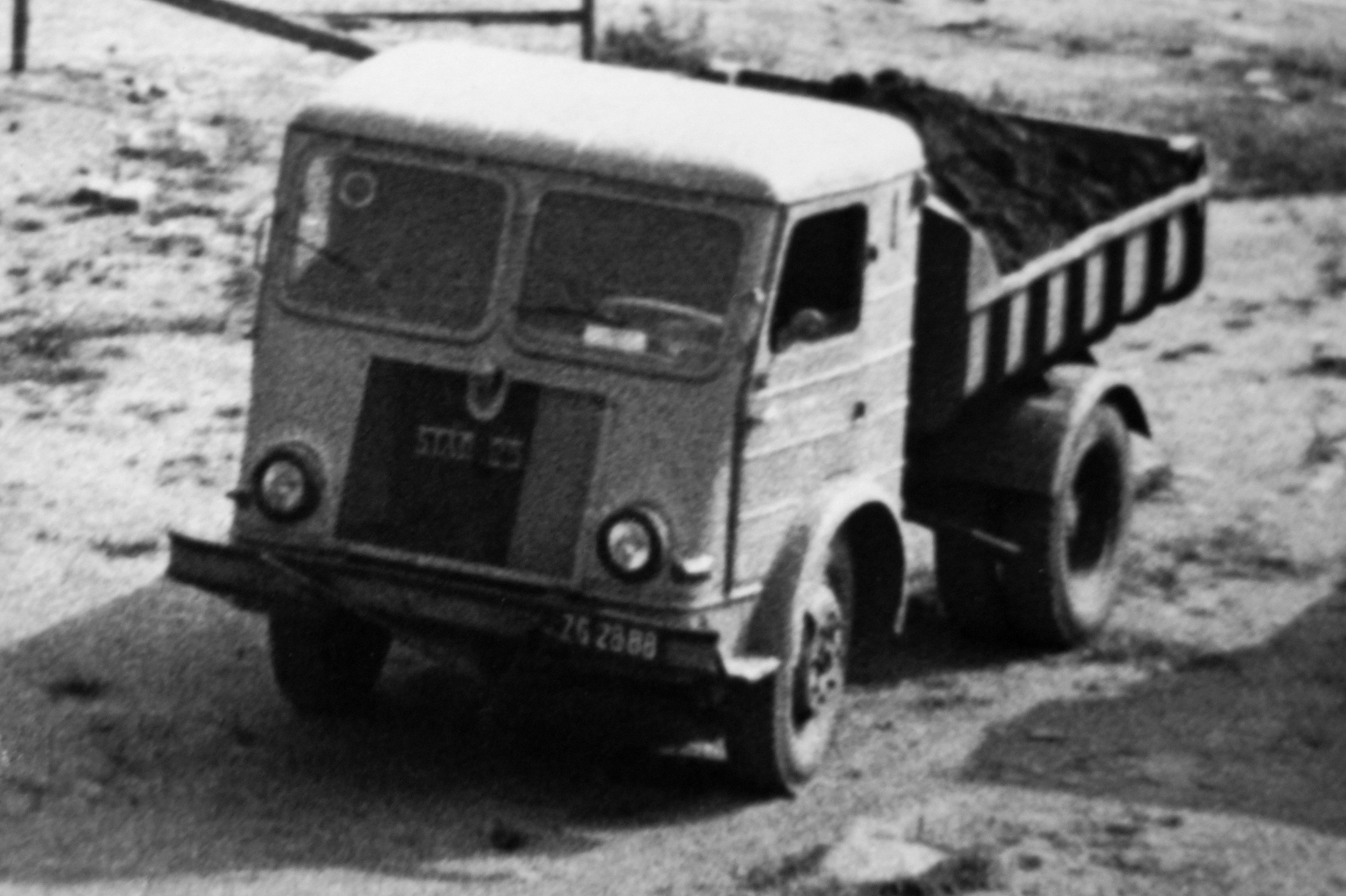
Star 25 z uproszczoną szoferką typu N23

Po studiach przeniósł się do Kielc, gdzie w Kieleckich Zakładach Wyrobów Metalowych Polmo-SHL został kierownikiem działu konstrukcyjnego kabin samochodowych. Zakład produkował w tym czasie szoferki typu N20 projektu Panczakiewicza dla pierwszych powojennych polskich ciężarówek Star 20. Zgliczyński skonstruował uproszczoną technologicznie kabinę N23, w odróżnieniu do projektu swojego niedawnego promotora niewymagającą głębokiego tłoczenia i pozbawioną drewnianych elementów konstrukcji. W 1952 roku produkcję prostszej szoferki podjęła również wytwórnia macierzysta ciężarówki, Fabryka Samochodów Ciężarowych. Zgliczyński na życzenie Panczakiewicza wrócił do Warszawy w 1951 roku, by podjąć pracę w Biurze Konstrukcyjnym Przemysłu Motoryzacyjnego (BKPMot.). Tam skonstruował m.in. kabinę N66 dla Stara 66, szoferkę K01 – Żubra A80 oraz liczne zabudowy specjalne pojazdów dla wojska i służb ratowniczych.

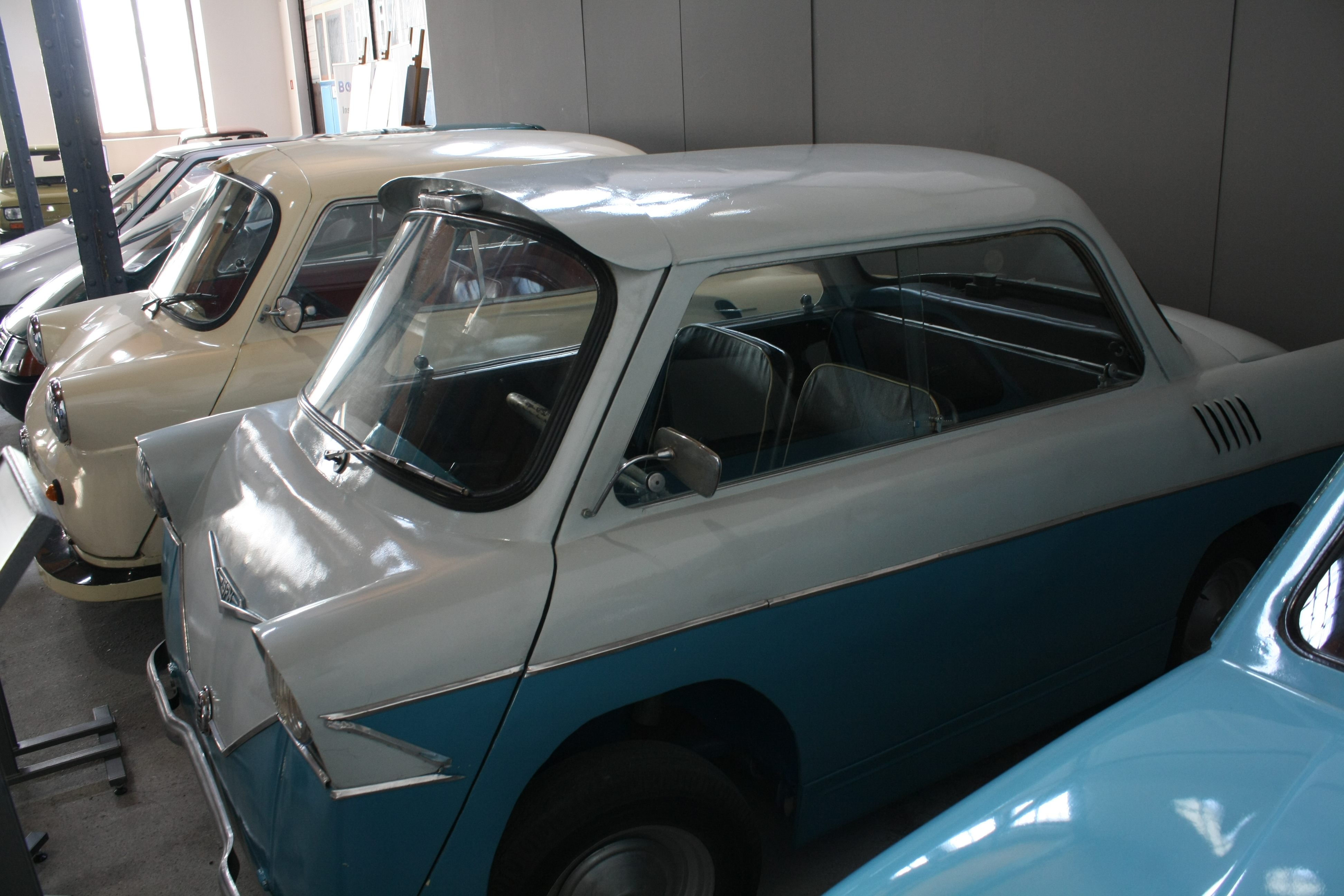
Dwa prototypy mikrosamochodu Smyk, z tyłu wersja z nadwoziem laminatowym

Na fali „odwilży październikowej” w polskim przemyśle pojawiły się koncepcje produkcji mikrosamochodów, które mogłyby być najtańszym sposobem motoryzacji społeczeństwa kraju odbudowującego się po wojnie. W latach 1956–1958 nad takim pomysłem pracował BKPMot. Na podstawie projektu stylistycznego inż. arch. Janusza Zygadlewicza Zgliczyński skonstruował dwie wersje nadwozia samochodu Smyk, którego głównym projektantem był inż. Karol Wójcicki. Nadwozia były pierwszymi krajowymi konstrukcjami samonośnymi, konstrukcja B30 była wykonana całkowicie z blachy, B31 – częściowo również z laminatu epoksydowo-szklanego. Po wykonaniu 4 prototypów i 20 pojazdów serii próbnej produkcji planowanej w Szczecińskiej Fabryce Motocykli zaniechano.

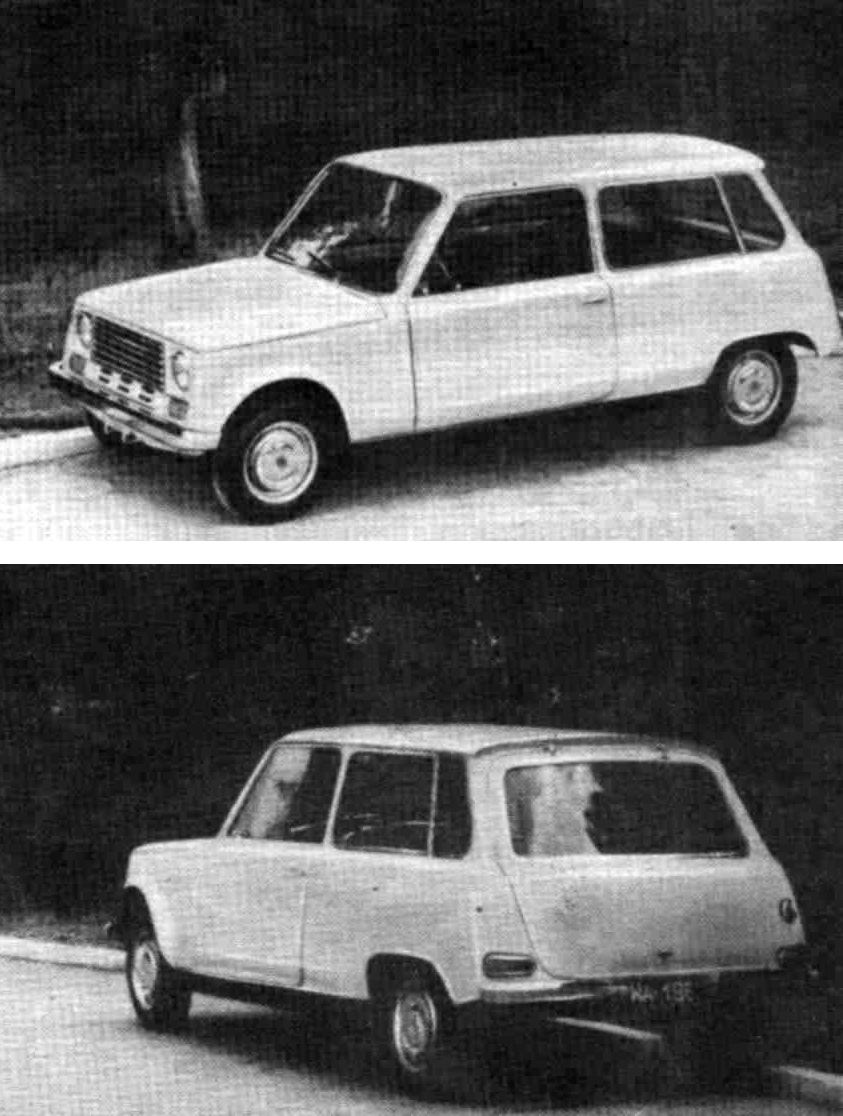
Hatchback Delta z 1963 roku

W 1961 roku w BKPMot. pod kierunkiem dra inż. Edwarda Lotha podjęto program badawczo-rozwojowy mający doprowadzić do skonstruowania następcy samochodu Syrena. Rok później powstał prototyp Alfa o samonośnym nadwoziu typu sedan konstrukcji Zgliczyńskiego, z silnikiem umieszczonym z tyłu i napędzającym koła tylne. Wzorcem konstrukcyjnym był samochód Renault Dauphine. W kolejnych latach powstały prototypy Beta i Delta z silnikami umieszczonymi z przodu i napędzającymi przednie koła. Samonośne nadwozia, które również konstruował Zgliczyński, były trzydrzwiowymi hatchbackami, określanymi w ówczesnej polskiej literaturze fachowej jako kombilimuzyna. Powstawały równolegle z pierwszymi skomercjalizowanymi nadwoziami tego typu w światowym przemyśle motoryzacyjnym. Autobianchi rozpoczęło sprzedaż Primuli hatchback w 1964 roku, Renault 16 o tym samym układzie nadwozia został po raz pierwszy zaprezentowany rok później.

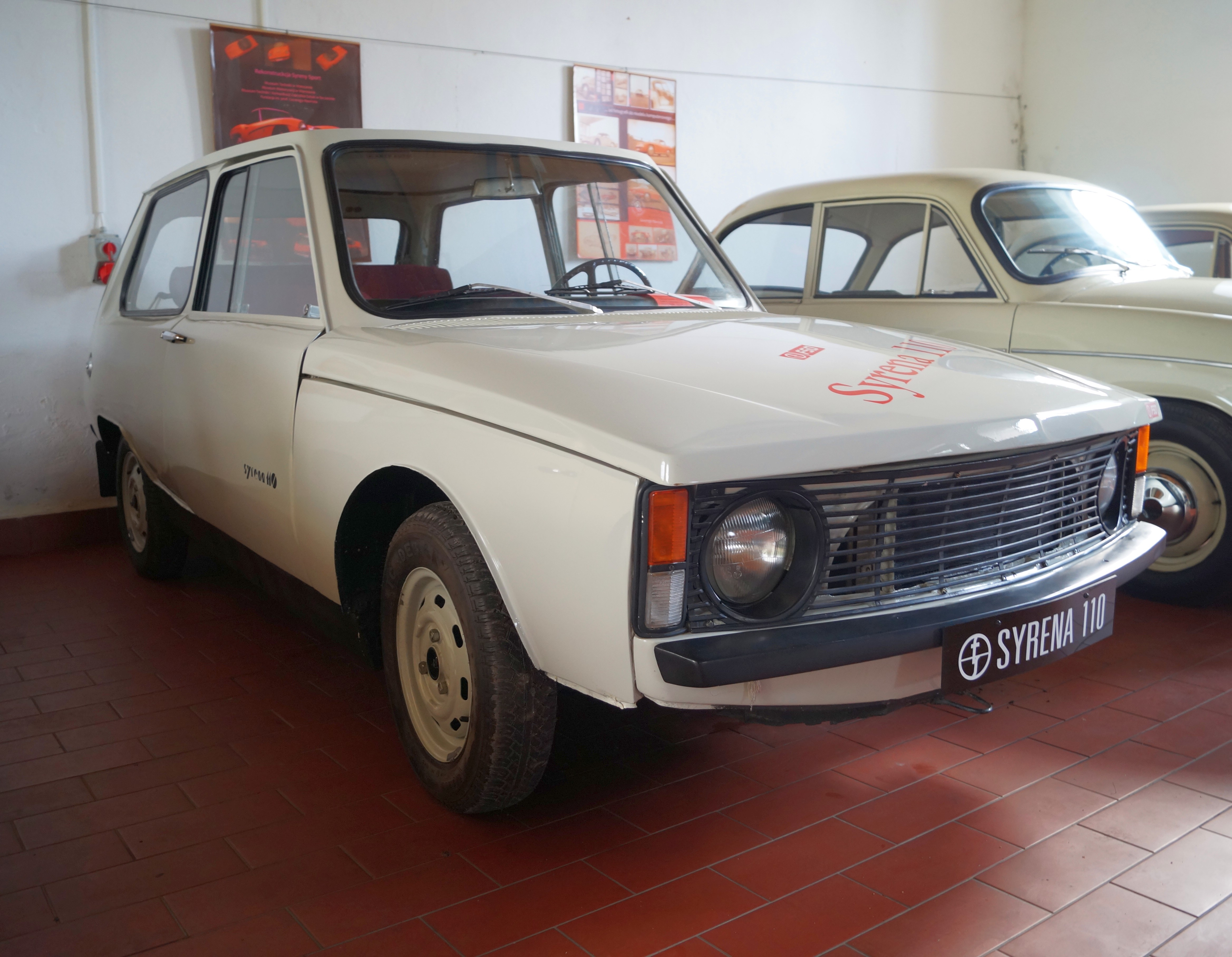
FSO Syrena 110

W 1963 roku do zespołu pracującego w BKPMot. nad następcą Syreny dokooptowano grupę inżynierów z FSO a jego kierownictwo objął ówczesny szef Działu Głównego Konstruktora (DGK) FSO. inż Roman Skwarek. Od 1964 roku Zgliczyński z zespołem przeszedł do FSO, gdzie na podstawie przekazanych wyników prac miano zakończyć prace. Tam skonstruował bazujące na Delcie nadwozie samochodu Syrena 110 w stylizacji Zbigniewa Rzepeckiego z fabrycznej części zespołu. Powstało 20 prototypów, z których pierwszy był gotowy do testów na początku stycznia 1965 roku. Produkcji samochodu nie podjęto z powodu decyzji o wytwarzaniu jedynie licencyjnego Polskiego Fiata 125p.

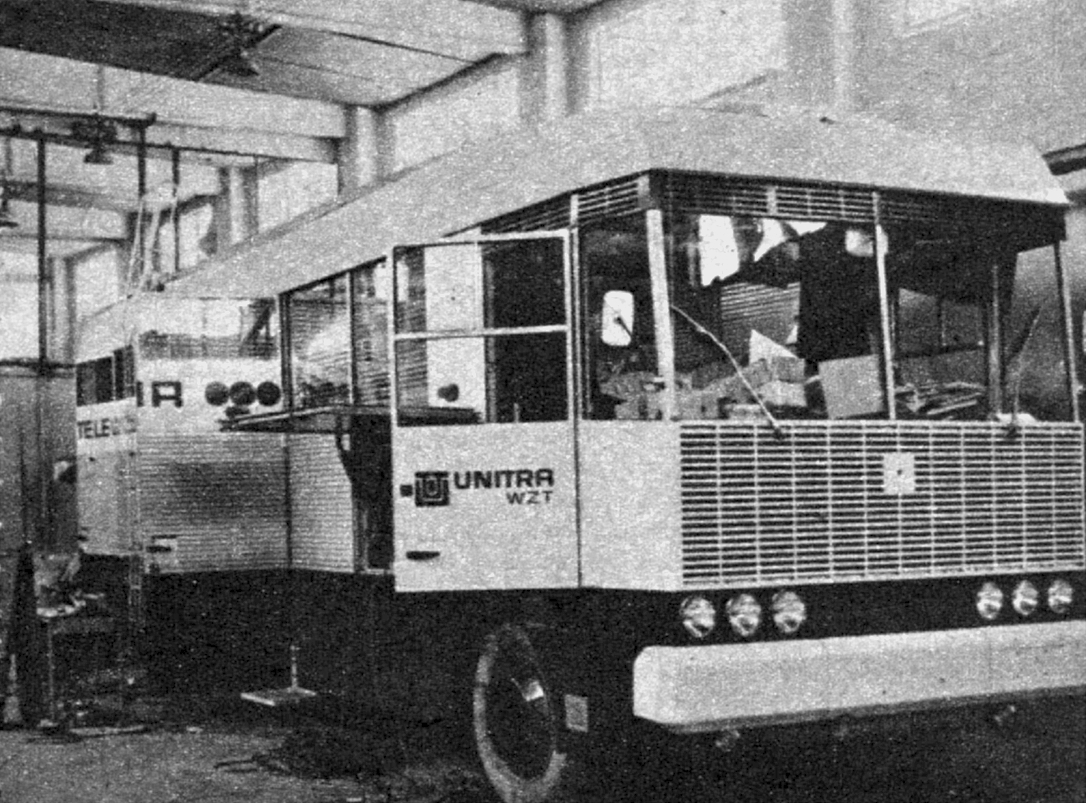
Telewizyjny wóz transmisyjny Mielec WR-24

Po niepowodzeniu krajowego następcy Syreny Zgliczyński uczestniczył w pracach związanych z odbiorem licencji na PF 125p. Pod koniec lat 60. skonstruował dla WSK-1 Mielec nadwozie specjalizowane dla produkowanego tam telewizyjnego wozu transmisyjnego Mielec WR-24 i jego modyfikacji dla potrzeb telewizji kolorowej, oświetlenia planów filmowych oraz transmisji radiowych. W latach 1967–1974 wyprodukowano 29 sztuk tych pojazdów.

## Życie prywatne
Urodził się w rodzinie Tadeusza (1893–1973) i Mieczysławy z d. Kobylińskiej. Stryjem Andrzeja Zgliczyńskiego był Stanisław Zgliczyński (1900–1940), związany z Płockiem adwokat i działacz społeczny, zamordowany w niemieckim obozie koncentracyjnym Mauthausen-Gusen. Jego bratem stryjecznym jest prof. Stefan Zgliczyński (ur. 1935), warszawski lekarz internista i endokrynolog, nauczyciel akademicki.

## Ciekawostki
Umieszczenie z tyłu dwubryłowego samochodu trzecich drzwi zawieszonych na krawędzi dachu, co czyniło skonstruowane przez Zgliczyńskiego prototypy Beta i Delta jednymi z pierwszych hatchbacków na świecie, on sam uzasadniał trywialną potrzebą przewiezienia pralki, która wynikła podczas testowania jednego z prototypowych samochodów. Pod koniec życia zajął się modelarstwem szkutniczym, specjalizując się w budowie miniatur żaglowców.